# Centistes odarka
Centistes odarka är en stekelart som först beskrevs av Sergey A. Belokobylskij 1996.  Centistes odarka ingår i släktet Centistes och familjen bracksteklar. Inga underarter finns listade.